# Eupithecia frontosa
Eupithecia frontosa là một loài bướm đêm trong họ Geometridae.